# Miomantis fenestrata
Miomantis fenestrata är en bönsyrseart som beskrevs av Fabricius 1781. Miomantis fenestrata ingår i släktet Miomantis och familjen Mantidae. Inga underarter finns listade i Catalogue of Life.